# Santa Maria de Seiça

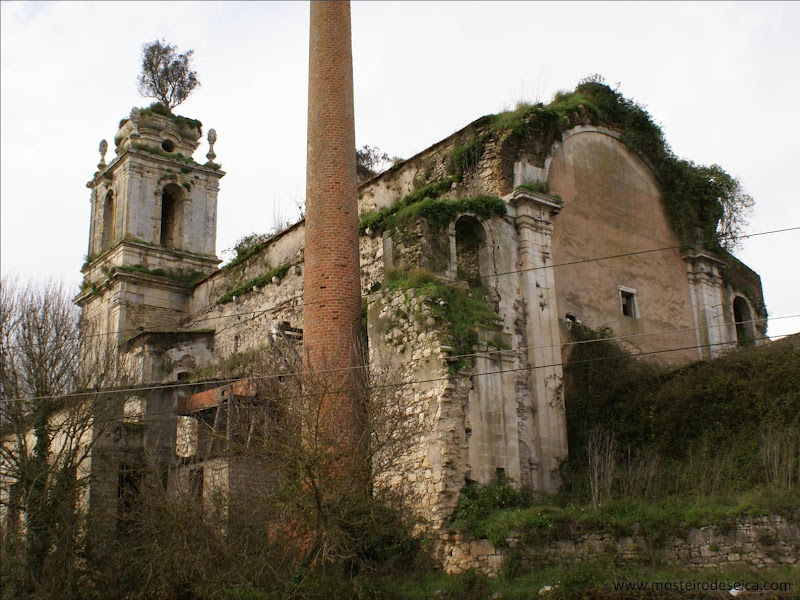
Santa Maria de Seiça

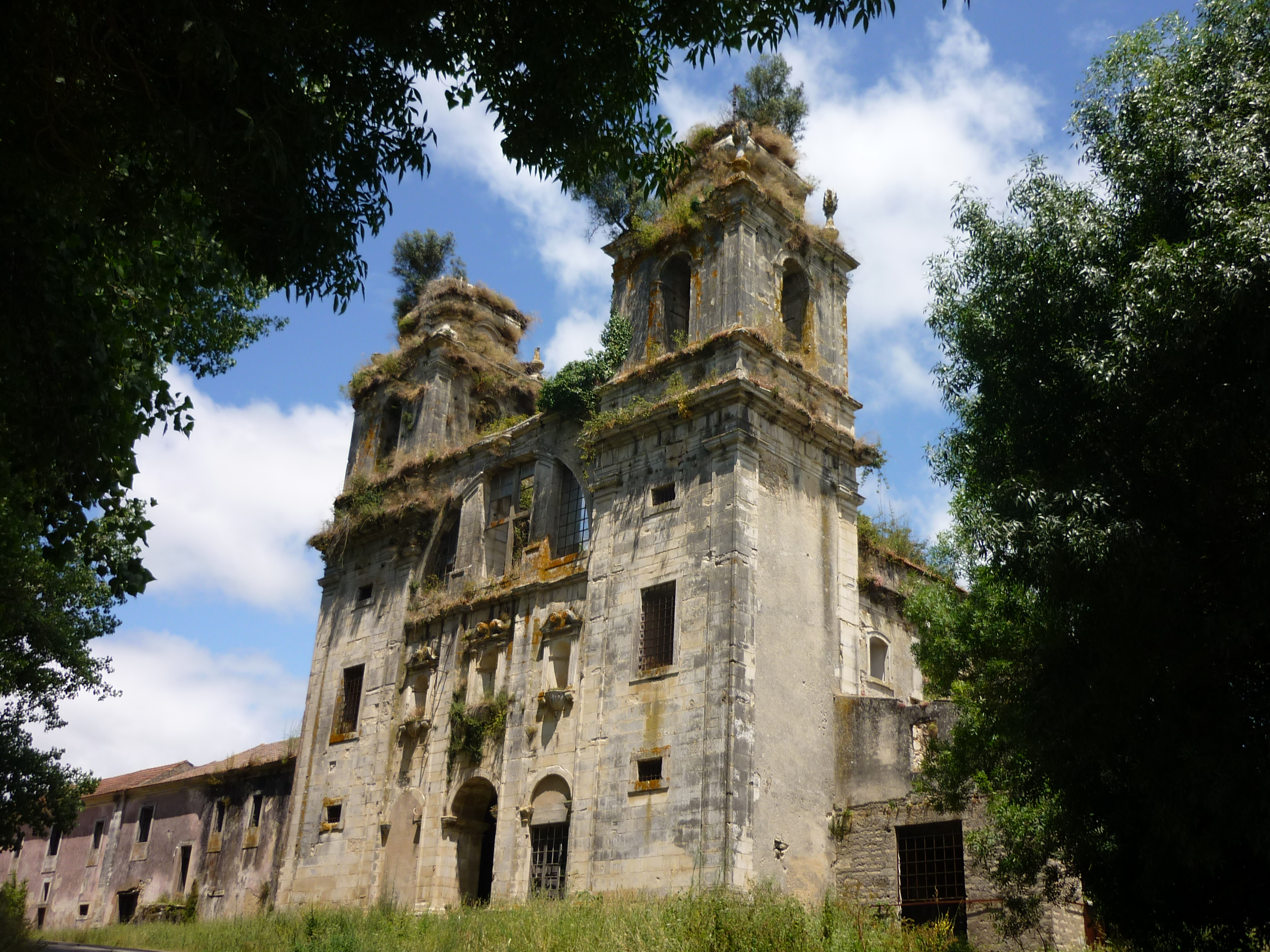
Santa Maria de Seiça

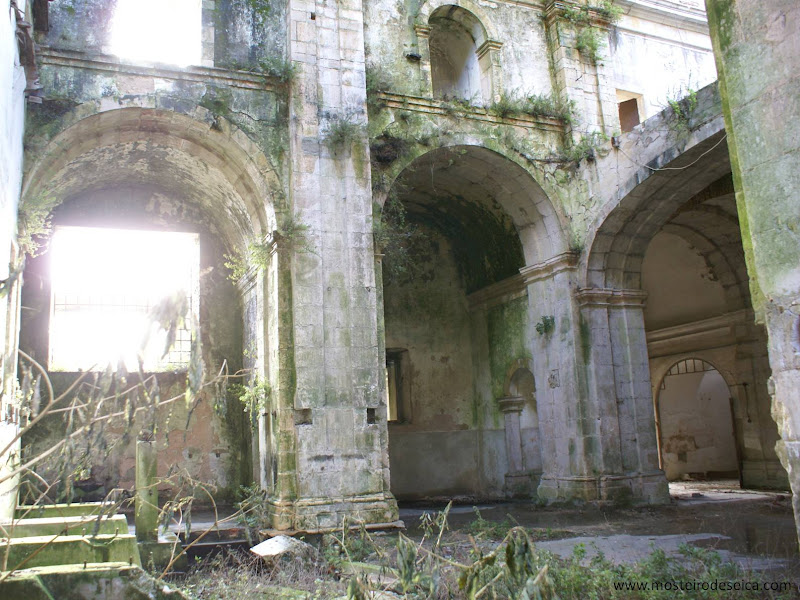
Santa Maria de Seiça

De Santa Maria de Seiça is een cisterciënzerabdij gelegen te Paião in Portugal. Het gebouwencomplex is heden incompleet en in erg vervallen toestand. Het gebouw werd in 2002 geklasseerd als goed van publiek belang.

## Geschiedenis
De exacte stichtingsdatum van de abdij is niet bekend, wel dat de oudst gekende vermelding ervan dateert uit 1162. Deze vermelding komt voor in een handvest waarin de abt van de abdij, genaamd Martinho, vrijstelling van episcopale rechten wordt verleend door Mgr. Miguel Salomão. In 1175 is er een tweede vermelding, in een donatiebrief aan de abdij. De abdij behoort tot de orde der benedictijnen.
Eveneens in de 12de eeuw groeit een andere kloosterorde, die van de cisterciënzers sterk in Portugal. In 1188 wordt te Alcobaça de cisterziënzerabdij Santa Maria de Maceiro Dão gesticht. In 1195 wordt de abdij Santa Maria de Seiça overgeheveld van de Benedictijnen naar de Cisterziëners, waarbij de abdij te Alcobaça het moederhuis wordt. Tot de opheffing in 1834 zal de abdij verder altijd onder de cisterziënzers blijven ressorteren. Doorheen de geschiedenis zijn er voortdurende spanningen met het moederhuis in Alcobaça, onder meer over het te voeren beleid. Onder meer als gevolg van deze spanningen en conflicten met de wereldlijke machten werd de abdij in 1555 door koning João III opgeheven. Deze opheffing is echter van korte duur, en reeds in 1560 wordt de abdij door koning Sebastião terug overgedragen aan de cisterziënzerorde door middel van de pauselijke bule Hodie a nobis emanarunt littere die de uitsterving van de abdij herroept.
Na de heroprichting kent de abdij Santa Maria de Seiça een grote bloeiperiode. Vanaf 11 juli 1572 wordt de abdij onder impuls van het moederhuis grondig vernieuwd. Deze vernieuwing past in de politiek van de abdij van Alcobaça om haar macht, onafhankelijkheid en organisatorisch talent te uiten via grote bouwprojecten. Voor de abdij Santa Maria de Seiça betekent dit in praktijk de bouw van een volledig nieuwe abdij, waarbij oudere onderdelen worden gesloopt en stelselmatig vervangen door nieuwe architectuur. In deze periode krijgt de abdij dan ook het grondplan dat typisch is voor alle cisterziënzerabdijen. De architecturale vernieuwing van de abdij vindt plaats van Zuid naar Noord. In 1672, exact tien jaar na het begin van de werken, wordt gestart met de laatste fase, de bouw van de huidige kerk. De architect van deze kerk is Mateus Rodrigues. Tot 1871 zou het gebouwencomplex grotendeels ongewijzigd blijven.
De bloei van de abdij uitte zich echter niet enkel in de architecturale veranderingen. Door de ligging dicht bij het College van het Heilig Kruis van Coimbra begon de abdij steeds meer te fungeren als centrum voor de filosofische studies van de cisterziënzerorde.
De bloeiperiode duurt tot 1834, het jaar waarin de Portugese staat de religieuze orden afschafte. De abdij werd in dat jaar staatseigendom en de monniken werden verplicht de abdij te verlaten, waarna een eerste periode van verval aanbrak voor de gebouwen. Bij krachte van de wet van 22 februari 1861 werden de abdijgebouwen overgedragen aan het bestuur van de parochie Nossa Senhora in Paião. Deze toewijzing gebeurde om voor deze parochie een bron van inkomsten te voorzien, daar de parochiekerk in erg slechte staat was. Het bestuur van de parochie mocht de abdijgebouwen naar eigen inzicht gebruiken en te gelde maken. Om de restauratie aan de parochiekerk te verwezenlijken werd in 1871 de sacristie aan de zuidkant van de abdij gesloopt om met de stenen hiervan het kerkhof en kerkplein van de parochiekerk te vernieuwen. 17 jaar later werd om heel andere redenen besloten om het presbetorium en het valse transept van de abdij te slopen. Deze stonden immers in de weg voor de aanleg van de spoorlijn tussen Leiria en Figueira da Foz In 1895 besloot het parochiebestuur een nieuwe parochiekerk op te trekken en de abdij te verkopen om dit te bekostigen.
De nieuwe eigenaars verkochten de abdij reeds in 1911 door, waarna de site een industriële invulling kreeg. De gebouwen werden om aan deze functie te voldoen opgeknapt en aangevuld met diverse nieuwe architectuur. In 1976 stopte de fabriek, die rijstproducten verwerkte, haar werkzaamheden. Sindsdien raakte het complex definitief in verval. De klassering in 2002 veranderde niets aan deze toestand. Intussen bevindt wat rest van de abdij zich in een zeer vergevorderde staat van verval.

## Huidige toestand
Ondanks de mutilaties in de 19e en de 20e eeuw is de oorspronkelijke structuur van de abdij nog deels herkenbaar. Zo is het vooraanzicht grotendeels ongewijzigd gebleven, op het verval en de aanwezigheid van een 20ste-eeuwse bakstenen schoorsteen die boven de gebouwen uittorent na. In het resterende deel van de kerk zijn zijkapellen en preekstoel nog duidelijk te herkennen. Wel is de ruimte in twee gedeeld door een muur, zijn er betonnen structuren die vermoedelijk ooit machines ondersteunden en is er een marmeren schakelpaneel aanwezig. Deze wijzigingen dateren uit de periode dat de abdij in dienst was als fabriek.
De kamer van de abt op het eerste verdiep van het klooster bezit nog steeds een houten valse koepel, in slechte staat. De eraan grenzende bibliotheekruimte bezit nog de originele luiken en raamkozijnen, maar staat op instorten. De resterende gedeelten van de kloosterommegang op het eerste verdiep zijn onbetreedbaar doordat de houten vloer erg verrot is. De zuilen met Dorische sierkapitelen die deze ommegang omlijsten zijn wel in goede conditie. Op het benedenverdiep van het klooster zijn de keuken en de eetzaal nog zeer herkenbaar. In de keuken staat een grote natuurstenen bak die ooit olijfolie bevatte maar nu door vochtinsijpeling gevuld is met regenwater. Ook de doorgang en het doorgeefluik tussen keuken en eetzaal zijn goed bewaard gebleven. De eetzaal zelf is veel kleiner dan ze ooit was, door de sloop van delen er van in de 19e en 20e eeuw. De waterput op het middenplein is bewaard, maar helemaal overwoekerd en afgesloten met een betonnen plaat. Door de architecturale toevoegingen in de 20ste eeuw en de sloop van grote delen van de oorspronkelijke abdij bevindt deze put zich echter niet meer centraal op het plein, maar in een hoek.
Achteraan de abdij rijst een enorme bakstenen schoorsteen op, vergezeld van diverse betonnen en ijzeren structuren. Deze wijzigingen dateren allemaal uit de periode dat de abdij in dienst was als fabriek en bevinden zich aan wat na de sloop van het valse transept de huidige achterkant van de kerk is. Aan wat na de ingrijpende sloop in de 19e en 20e eeuw de huidige achterkant van de abdij is bevindt zich een grote loods, opgetrokken uit een stalen gebinte en bekleed met metalen golfplaten. Hierin bevinden zich naast veel divers afval onder meer een oude bestelwagen en tractor.